# Oon Chiew Seng
Oon Chiew Seng (Penang, 1916 - 31 de marzo de 2022) fue una doctora singapurense, conocida por ser una de las primeras ginecólogas y obstetras del país. Nació en Penang, estudió en la India y Singapur y trabajó en el Hospital Kandang Kerbau antes de establecer su práctica privada.

## Primeros años y educación
Oon nació en Penang, Malasia británica, en 1916. Su padre era un hombre de negocios nacido en China. Era la menor de diez hermanos y trabajó como enfermera en la década de 1930, pero uno de sus seis hermanos la convenció de seguir una carrera como doctora. Se matriculó en el King Edward VII College of Medicine en 1940, pero tuvo que mudarse a la India durante la Segunda Guerra Mundial. En la India se graduó en el Wilson College de Mumbai con honores de segunda clase y posteriormente asistió al Lady Harding Medical College de Delhi. Al regresar a Singapur en junio de 1946, reanudó sus estudios en el King Edward VII College of Medicine y se graduó en 1948 con un título en medicina y cirugía.

## Carrera
En 1955, Oon se convirtió en miembro del Real Colegio Británico de Obstetras y Ginecólogos. Abrió su propia clínica privada en 1959 después de haber trabajado en el Hospital Kandang Kerbau como una de las especialistas pioneras en obstetricia y ginecología del país. En 1961 fue nombrada miembro de la Junta de Matronas de Singapur.
De 1984 a 2000 fue miembro del Comité Médico del Hogar de Ancianos Enfermos de la Misión Sree Narayanan. Se jubiló como doctora en 1991, tras lo cual se dedicó a ayudar a pacientes con demencia; ayudó a establecer el primer hogar para personas con demencia en Singapur, Apex Harmony Lodge, y fue su presidenta desde su fundación en 1999 hasta 2012.

## Años posteriores
A Oon le diagnosticaron demencia en 2013. En enero de 2022 dio positivo por COVID-19; aunque se recuperó, su salud comenzó a deteriorarse en los meses siguientes, cuando perdió tanto el apetito como la visión. Murió el 31 de marzo de 2022, a los 106 años. La entonces presidenta de Singapur Halimah Yacob le rindió homenaje a Oon en Facebook: "Será recordada por su servicio a las comunidades vulnerables. Mi corazón está con su familia".

## Vida personal
Oon permaneció soltera toda su vida, y se describió a sí misma como una persona "independiente", aunque vivió con una criada indonesia en sus últimos años. En una entrevista con la Asociación Médica de Singapur, Oon citó a Agatha Christie como una de sus autoras más leídas: "Cuando ejercía, no había mucho que hacer cuando una paciente estaba de parto, así que me sentaba en la sala de día a esperar con un libro". Oon también era una ávida jugadora de mahjong.

## Reconocimiento
Oon recibió varios premios por sus contribuciones a la atención médica en Singapur, incluida la Pingat Bakti Masyarakat (2000); el Premio a la Trayectoria del Ministerio de Salud (2011); y la Estrella del Servicio Público (2013). En 2014, Oon fue incluida en el Salón de la Fama de las Mujeres de Singapur. En enero de 2021 recibió un doctorado honorario de la Universidad Nacional de Singapur.